# Hassan Sadian
Hassan Sadian (pers. حسن سعدیان; ur. w 1924 w Teheranie, zm. 18 czerwca 2013 tamże) – irański zapaśnik walczący w stylu wolnym. Olimpijczyk z Londynu 1948, gdzie zajął jedenaste miejsce w kategorii 62 kg.
Wicemistrz Europy w 1949 roku.